# Eleocharis chamaegyne
Eleocharis chamaegyne är en halvgräsart som beskrevs av L.T.Eiten. Eleocharis chamaegyne ingår i släktet småsäv, och familjen halvgräs. Inga underarter finns listade i Catalogue of Life.